# Rinald Bonacolsi
Rinald Bonacolsi conegut per "Passerino" (? - Màntua 14 d'agost de 1328) era fill de Joan Bonacolsi, fou vicari de Màntua associat a son germà Guiu Bonacolsi el 1308 i a la mort de son germà el 1309 fou nomenat capità general perpetu de Màntua; el 1312 fou reconegut vicari imperial de Màntua. El 1312 fou també senyor de Luzzara. Va assolir el títol de senyor de Mòdena el 24 de juliol de 1312 i el va conservar fins al 18 de gener de 1318. El 1312 també va assolir la senyoria de Carpi que va conservar fins al maig de 1319, i la va recuperar seguidament (el mateix any) fins al 1327. Quan el 1327 va recuperar Mòdena i fou nomenat vicari imperial de Mòdena i Màntua. El 1325 es va casar amb Alísia d'Este, filla d'Aldobrandí II marquès d'Este i senyor de Ferrara. Va deixar tres fills naturals: Joan II Bonacolsi, Francesc Bonacolsi, i Berard II Bonacolsi. Fou assassinat quan els Gonzaga, amb el suport dels della Scala van prendre el poder.